# Svinica (Slowakei)
Svinica (deutsch Swinitz, ungarisch Petőszinye – bis zum 19. Jahrhundert Szinye) ist eine Gemeinde im Osten der Slowakei mit 1010 Einwohnern (Stand 31. Dezember 2024), die zum Okres Košice-okolie, einem Teil des Košický kraj gehört.

## Geographie
Die Gemeinde befindet sich am Ostrand des Talkessels Košická kotlina und am Westhang des Gebirges Slanské vrchy, im Tal des Baches Svinický potok im Flusssystem Hornád. Der Nordwestteil des Gemeindegebietes hat den Charakter eines entwaldeten Hügellandes, während der Südostteil gebirgig geprägt ist. Das Ortszentrum liegt auf einer Höhe von 252 m n.m. und ist 19 Kilometer von Košice entfernt.
Nachbargemeinden sind Nižná Kamenica im Norden, Košický Klečenov im Osten, Dargov, Malé Ozorovce, Zemplínska Teplica und Slanské Nové Mesto im Südosten, Ruskov und Ďurkov im Süden, Olšovany im Westen und Bidovce im Nordwesten.

## Geschichte
Svinica wurde zum ersten Mal 1276 als Zyne schriftlich erwähnt, weitere historische Namen sind Scine (1280), Scynnue (1293), Scywynia (1302/69), Szyna (1427), Zwynne (1430), Szinye (1630) und Swinicza (1773). Es gehörte dem Geschlecht Amadé, dann dem Herrschaftsgut der Burg Füzér und ab dem 14. Jahrhundert dem Geschlecht Perényi. Die Ortschaft erhielt im Jahr 1390 das Mautrecht und behielt es bis zum späten Mittelalter. 1427 sind insgesamt 70 Porta verzeichnet. 1601 kam das Dorf zum Herrschaftsgut der Burg Trebischau. 1828 zählte man 81 Häuser und 626 Einwohner, die überwiegend von Landwirtschaft, aber auch Forstwirtschaft und einigen Handwerken lebten.
Bis 1918/1919 gehörte der im Komitat Abaúj-Torna liegende Ort zum Königreich Ungarn und kam danach zur Tschechoslowakei beziehungsweise heute Slowakei. Während der Schlacht am Dargovpass in der Jahreswende 1944/1945 im Zuge des Zweiten Weltkriegs wurde das Dorf schwer beschädigt.

## Bevölkerung
| Jahr                | 1994 | 2004     | 2014    | 2024     |
| ------------------- | ---- | -------- | ------- | -------- |
| Anzahl der Personen | 657  | 824      | 853     | 1010     |
| Unterschied         |      | +25,41 % | +3,51 % | +18,40 % |

| Jahr                | 2023 | 2024    |
| ------------------- | ---- | ------- |
| Anzahl der Personen | 1008 | 1010    |
| Unterschied         |      | +0,19 % |

Nach der Volkszählung 2011 wohnten in Svinica 832 Einwohner, davon 700 Slowaken, 89 Roma, 10 Magyaren, 2 Tschechen sowie jeweils 1 Russine und Ukrainer. 29 Einwohner machten diesbezüglich keine Angabe. 539 Einwohner bekannten sich zur römisch-katholischen Kirche, 84 Einwohner zur reformierten Kirche, 78 Einwohner zur griechisch-katholischen Kirche, 51 Einwohner zur evangelischen Kirche A. B., jeweils 4 Einwohner zu den Zeugen Jehovas und zur evangelisch-methodistischen Kirche und 1 Einwohner zur orthodoxen Kirche; 3 Einwohner bekannten sich zu einer anderen Konfession. 31 Einwohner waren konfessionslos und bei 37 Einwohnern wurde die Konfession nicht ermittelt.

## Bauwerke
- reformierte Kirche im gemischten romanisch-gotischen Stil aus dem 12. Jahrhundert mit mittelalterlichen Fresken, heute beherbergt sie eine Ausstellung zur Geschichte des Ortes sowie der Kirche selbst

## Verkehr
Quer durch Svinica verläuft die Straße 1. Ordnung 50 auf der Teilstrecke Košice–ukrainische Grenze. An der Gemeindegrenze zu Bidovce kreuzt sie sich mit der Straße 2. Ordnung 576, unweit davon ist ein Anschluss an die noch zu errichtende Autobahn D1 geplant.
Der nächste Bahnhof liegt in Ruskov, acht Kilometer südlich an der Bahnstrecke Košice–Tschop. Schnell-, IC-Züge sowie internationale Verbindungen halten im 19 Kilometer entfernten Bahnhof Košice an.